# Ranunculus clethraphilus
Ranunculus clethraphilus là một loài thực vật có hoa trong họ Mao lương. Loài này được Litard. miêu tả khoa học đầu tiên năm 1909.